# Lacólito

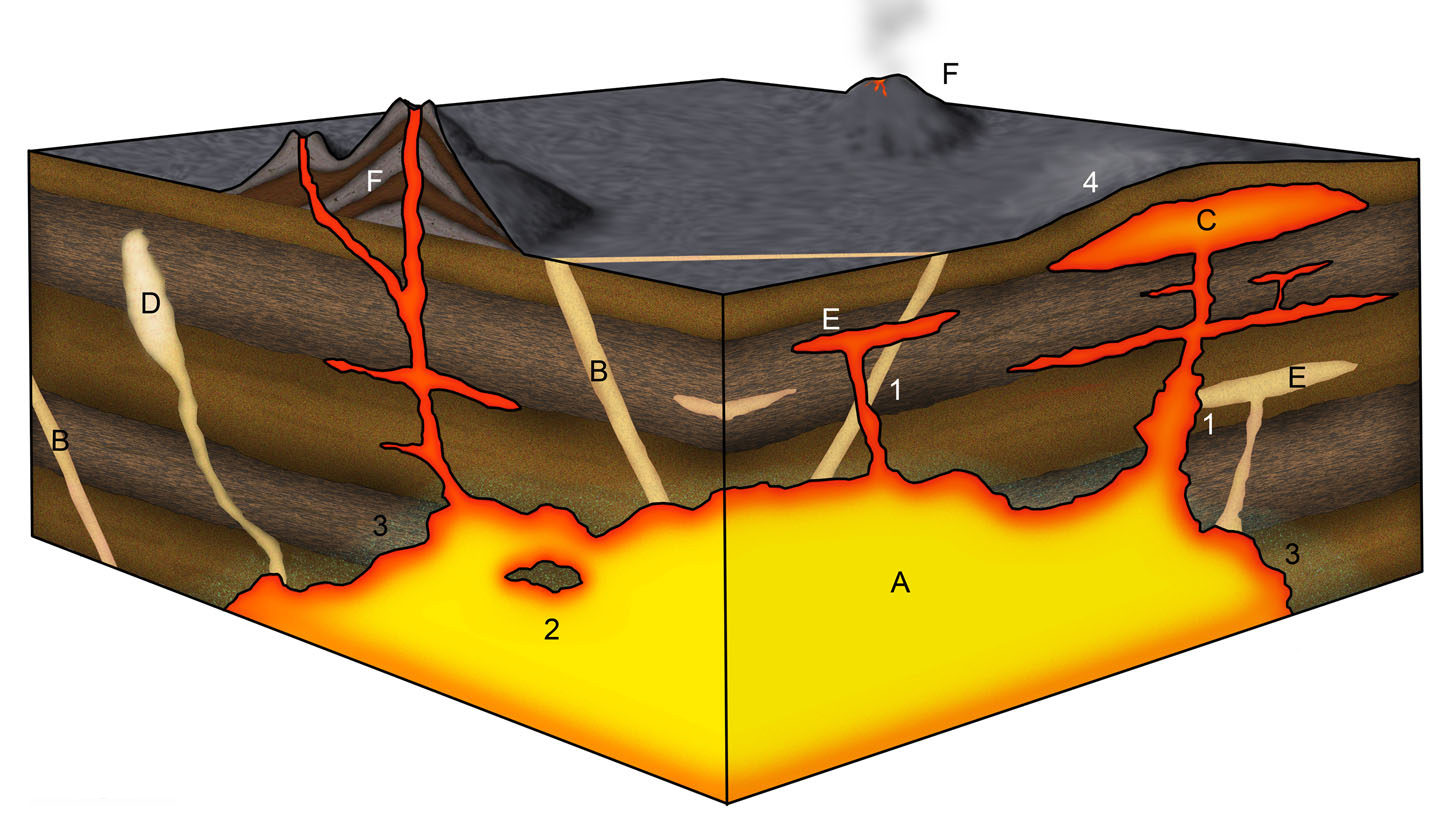
Estruturas ígneas: C → Lacólito

Um lacólito é um tipo de intrusão ígnea concordante, que foi injectada entre duas camadas de rochas sedimentares. A pressão do magma é suficientemente alta para forçar as camadas sobrejacentes para cima, dando ao lacólito uma forma de domo ou de cogumelo, sendo a base horizontal.
Os lacólitos tendem a formar-se em profundidades relativamente pequenas e tipicamente apresentam composição granítica. O arrefecimento subterrâneo ocorre lentamente, o que dá tempo suficiente para a formação de grandes cristais. A rocha sobrejacente aos lacólitos é muitas vezes completamente erosionada , expondo o núcleo de rocha ígnea.